# 藤本哲夫
藤本 哲夫（ふじもと てつお、1930年10月11日 - 2017年1月20日）は、日本の流体工学者。名古屋大学名誉教授。三重大学名誉教授。名古屋大学工学部長、三重大学工学部長、名城大学理工学部長を歴任した。

## 人物・経歴
名古屋大学工学部卒業。カリフォルニア大学バークレー校に於いて希薄気体力学を専攻。1964名古屋大学工学博士。
三重大学工学部長を経て、母校名古屋大学教授。1992年名古屋大学工学部長。
静岡理工科大学教授、名城大学教授。1997年名城大学協議員。1999年名城大学理工学部長。
本邦での希薄気体力学の第一人者。2009年春瑞宝中綬章を受章。2017年1月20日、敗血症のため死去、正四位。